# 晉侯燮
晉侯燮（？—？），姬姓，名燮，一作燮父，唐伯侯，是西周諸侯國晉國的第二任統治者。燮父為周成王之弟唐叔虞之长子，故称唐伯，繼位后改國號唐為晉，去世後，子寧族繼位，为晉武侯。
晉侯燮和齐国第二代君主齐丁公、卫国第二代君主卫康伯以及周公旦之子鲁公伯禽共事周康王。周康王分此四位诸侯以珍宝之器。而同事周康王的楚君熊绎却无分。春秋时代的公元前530年，楚灵王仍忿然提起此事。